# Per Nunatak
Per Nunatak är en nunatak i Antarktis. Den ligger i Östantarktis. Norge gör anspråk på området. Toppen på Per Nunatak är 1 720 meter över havet, eller 74 meter över den omgivande terrängen. Bredden vid basen är 0,94 km.
Terrängen runt Per Nunatak är varierad. Trakten är obefolkad. Det finns inga samhällen i närheten. 